# A Fidzsi-szigetek a 2013-as úszó-világbajnokságon
A Fidzsi-szigetek három úszóval vett részt a 2013-as úszó-világbajnokságon, akik hat versenyszámban indultak.

## Úszás
Férfi
| Versenyző      | Verseny                 | Selejtező | Selejtező | Elődöntő          | Elődöntő          | Döntő             | Döntő             |
| Versenyző      | Verseny                 | Idő       | Helyezés  | Idő               | Helyezés          | Idő               | Helyezés          |
| -------------- | ----------------------- | --------- | --------- | ----------------- | ----------------- | ----------------- | ----------------- |
| Douglas Miller | 100 méteres mellúszás   | 1:09.19   | 66        | Nem jutott tovább | Nem jutott tovább | Nem jutott tovább | Nem jutott tovább |
| Douglas Miller | 200 méteres vegyesúszás | 2:14.27   | 50        | Nem jutott tovább | Nem jutott tovább | Nem jutott tovább | Nem jutott tovább |

Női
| Versenyző         | Verseny                   | Selejtező | Selejtező | Elődöntő          | Elődöntő          | Döntő             | Döntő             |
| Versenyző         | Verseny                   | Idő       | Helyezés  | Idő               | Helyezés          | Idő               | Helyezés          |
| ----------------- | ------------------------- | --------- | --------- | ----------------- | ----------------- | ----------------- | ----------------- |
| Matelita Buadromo | 200 méteres gyorsúszás    | 2:12.31   | 39        | Nem jutott tovább | Nem jutott tovább | Nem jutott tovább | Nem jutott tovább |
| Matelita Buadromo | 200 méteres vegyesúszás   | 2:27.56   | 41        | Nem jutott tovább | Nem jutott tovább | Nem jutott tovább | Nem jutott tovább |
| Caroline Puamau   | 50 méteres hátúszás       | 30.36     | 39        | Nem jutott tovább | Nem jutott tovább | Nem jutott tovább | Nem jutott tovább |
| Caroline Puamau   | 100 méteres pillangóúszás | 1:04.72   | 43        | Nem jutott tovább | Nem jutott tovább | Nem jutott tovább | Nem jutott tovább |